# August Gottlob Eberhard
Christian August Gottlob Eberhard  (* 12. Januar 1769 in Belzig, Kurfürstentum Sachsen; † 13. Mai 1845 in Dresden, Königreich Sachsen) war ein deutscher Dichter und Schriftsteller.

## Leben

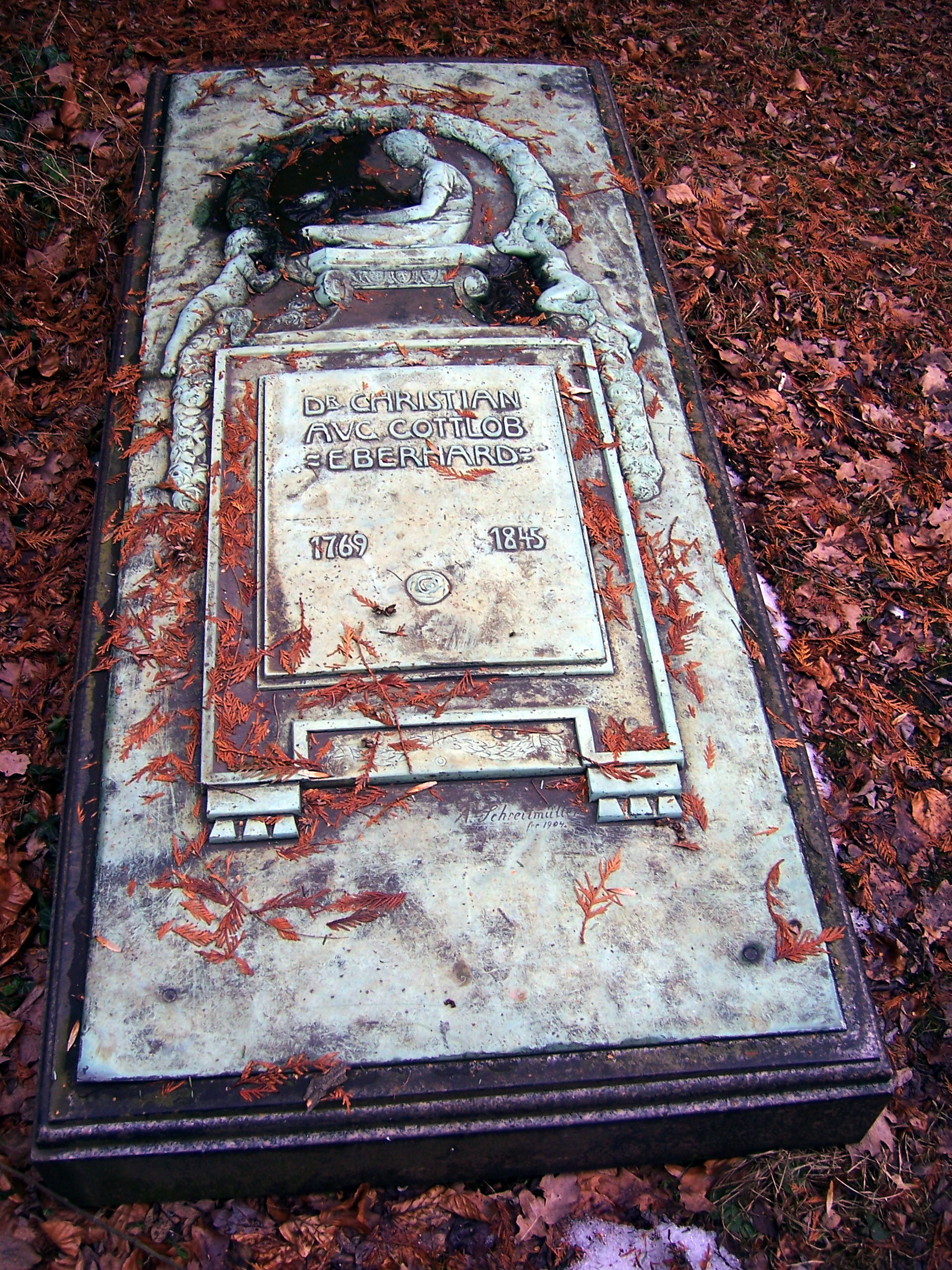
Grab Christian August Gottlob Eberhards auf dem Inneren Neustädter Friedhof in Dresden

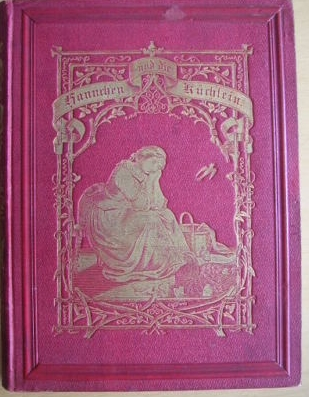
Deckelillustration zu Eberhards Hannchen

Eberhard studierte an der Universität Leipzig Theologie, wandte sich dann der bildenden Kunst und schließlich seit 1792 der Literatur zu, wurde Mitarbeiter an Wilhelm Gottlieb Beckers Taschenbuch und den Erholungen, übernahm 1807 die Rengersche Buchhandlung in Halle und gab hier mit August Lafontaine die Monatsschrift Salina (Halle 1812 und 1816) und allein Flatterrosen (Halle 1817) heraus.
Auch übernahm er nach des Vaters Tode die Redaktion von dessen Jahrbuch der häuslichen Andacht. 1835 wendete er sich nach Hamburg. Eine Reise nach Italien veranlasste das Werk Italien, wie es mir erschienen ist (Halle 1839, 2 Bände), eine Widerlegung von Gustav Nicolais Italien, wie es wirklich ist. Seit 1842 in Dresden wohnend, starb er hier am 13. Mai 1845. Sein Grab befindet sich auf dem Inneren Neustädter Friedhof in Dresden. Die Grabplatte zeigt ein Motiv aus seinem Werk Hannchen und die Küchlein. Er veröffentlichte auch unter den Pseudonymen Ysop Lafleur, Hilarius Reimbold und Ernst Scherzer.
Seine poetischen Schriften lehnten sich an die älteren, für mustergültig erachteten Dichter des 18. Jahrhunderts an; er durfte in gewissem Sinne noch ein Schüler Gleims heißen. Bleibenden Erfolg hatte: Hannchen und die Küchlein (Halle 1822; 25. Auflage Leipzig 1875), ein Idyll, welches in jugendlichen Lebenskreisen Anteil erweckte.
Eberhard ist am 31. Dezember 1806 in die Freimaurerloge Zu den drei Degen in Halle aufgenommen worden, aus der er aber wegen Streitigkeiten wieder austrat.
Er war mit Friederike, Tochter des Schriftstellers und Hochschullehrers Eleazar de Mauvillon verheiratet.

## Werke
- Sankt Sylvester, oder der alte Krieg und neue Sieg. Posse in einem Aufzug, in Marionetten-Manier. Stage, Augsburg 1814. (Digitalisat)
- Die deutschen Schriftsteller. Was sie thaten, was sie für Unrecht leiden, und was ihnen für Lohn gebührt. Renger, Halle 1814. (Digitalisat)
- Flatter-Rosen. Renger, Halle 1817.
- Hannchen und die Küchlein. Renger, Halle 1822. (Digitalisat der 23. Aufl. 1871)
  - 17. Auflage: Seemann u. a., Essen 1860 (Digitalisierte Ausgabe der Universitäts- und Landesbibliothek Düsseldorf).
- Blicke in Tiedge’s und in Elisa’s Leben. Enslin, Berlin 1844. (Digitalisat)
- Der erste Mensch und die Erde. Renger, Halle 1828. 2. Auflage 1834. (Digitalisat der Ausg. 1830)
- Gesammelten Schriften. 20 Bände. Halle 1830–1831.
- Vermischte Gedichte. 2 Bände. Renger, Halle 1830. (Digitalisat Band 1), (Band 2)